# Hushållssopor

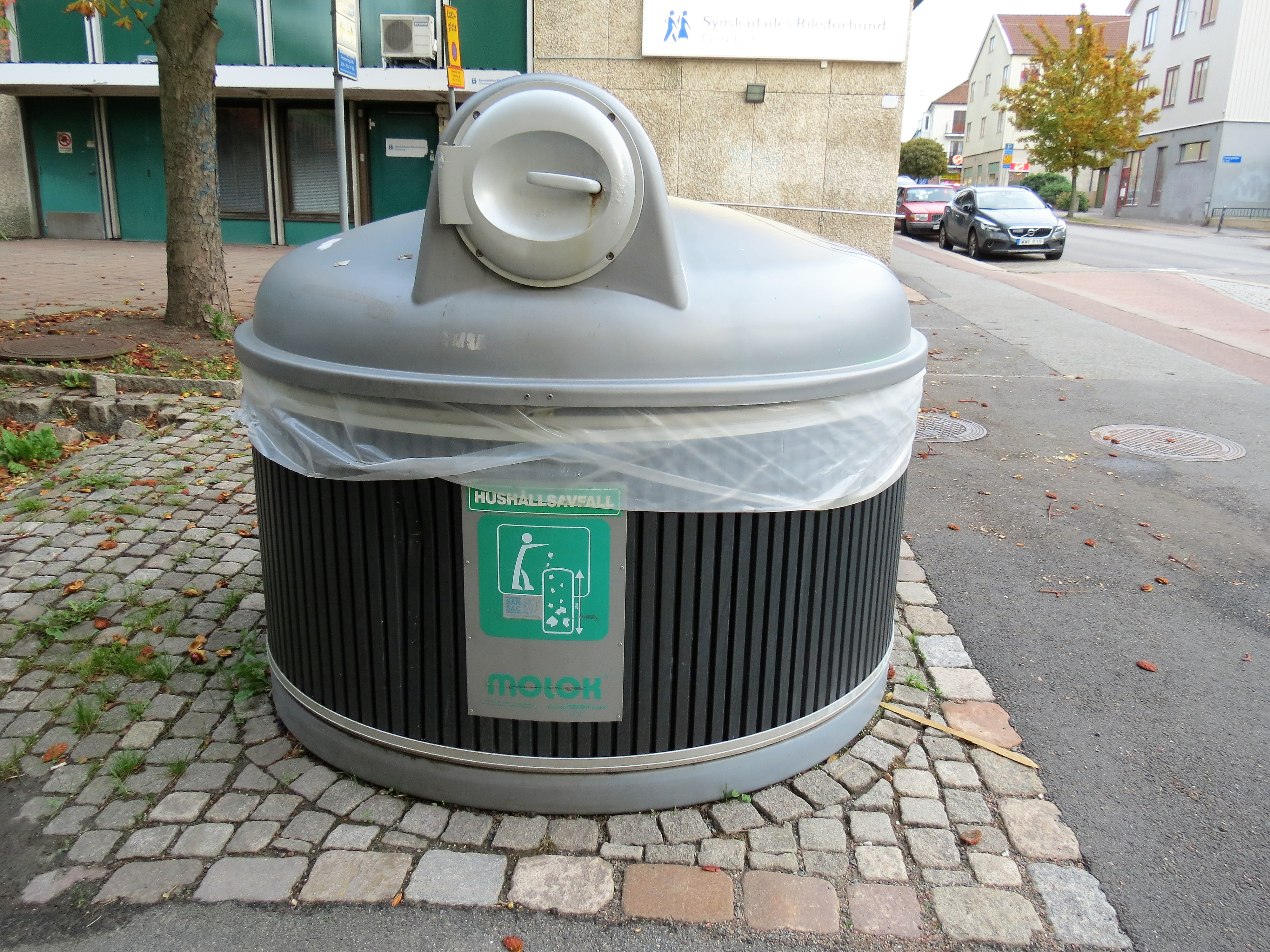
Insamling av hushållsavfall i Göteborg 2018.

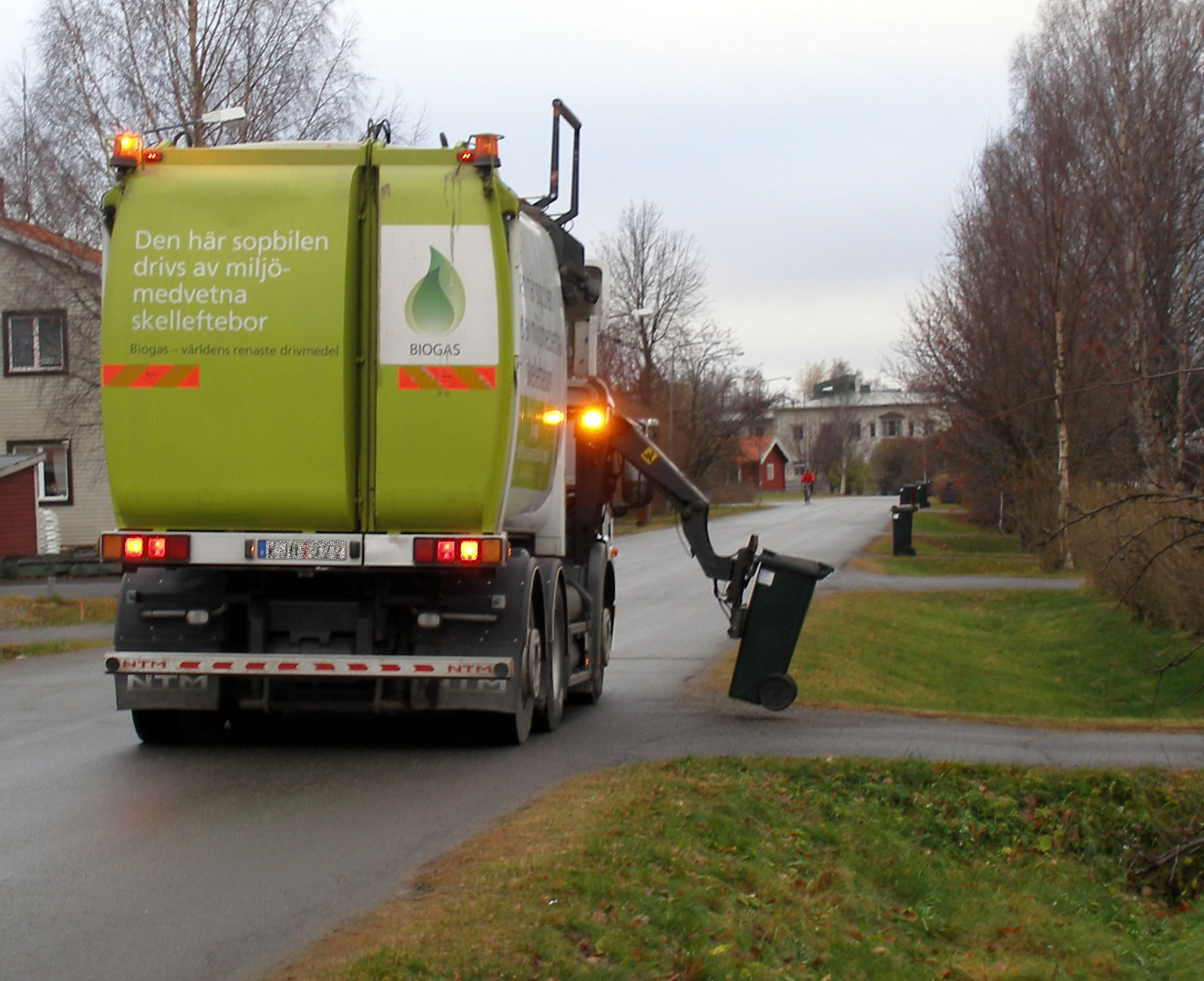
Sopbil som hämtar hushållsavfall.

Hushållssopor eller hushållsavfall är en benämning på residualfraktion av avfall från i första hand privata hushåll. Även avfall från andra verksamheter, men som liknar det som kommer från hushåll brukar räknas som hushållsavfall, till exempel avfall från förskolor och skolor. Avfall från industrier och liknande verksamheter betecknas industriavfall. Definitionen av hushållsavfall i svensk lag beskrivs i Miljöbalken 15 kap 3 §.
Hushållsavfall har en genomsnittlig specifik vikt av drygt 100 kg per kubikmeter.[när?] Ett svenskt normalhushåll ger upphov till en avfallsmängd på i genomsnitt 10 kg per vecka.[när?] Svenskt hushållsavfall går främst till förbränning på landets knappt 30 avfallsförbränningsstationer. Matavfall kan sorteras separat och gå till kompostering eller återvinning och bli till exempelvis biobränslen. I Sverige är det lag, från och med den 1 januari 2024, på att sortera matavfall separat. Lagen omfattar både hushåll och verksamheter.
Restavfall är det hushållsavfall som inte kan sorteras.